# 860-ті
Раннє Середньовіччя •  Епоха вікінгів •  Золота доба ісламу •  Реконкіста

## Геополітична ситуація
Візантії правили Михаїл III і Василій I Македонянин.
Франкське королівство розпалося на кілька королівств на чолі з правителями із династії Каролінгів. Північна частина Апеннінського півострова належала Італійському королівству, Папа Римський управляв Римською областю, на південь від неї існувало кілька незалежних герцогств, Візантія зберігала за собою деякі території на півночі та півдні Італії, Барі та Сицилію тримали в своїх руках сарацини. Більшу частину Піренейського півострова займав Кордовський емірат, на північному заході лежало християнське королівство Астурія, Іспанська марка була буферною зоною між Західним Франкським королівством та Аль-Андалусом. Усе десятиліття тривали морські походи вікінгів на Західну Європу. Дани підкорили собі значну частину Англії, утворилася область данського права Данелаг. Королівство Вессекс і далі чинило опір данському завоюванню. Існували слов'янські держави Перше Болгарське царство, Велика Моравія та Блатенське князівство.
В арабському халіфаті тривало правління Аббасидів, в Магрибі та Іспанії існували незалежні мусульманські держави. У Китаї тривало правління династії Тан. Значними державами на території Індії були Пала, Пратіхара, Чола. В Японії тривав період Хей'ан. У степах між Азовським морем та Аралом існував Хазарський каганат. Єнісейські киргизи домінували на степових просторах на кордонах Китаю.
На території лісостепової України в IX столітті літописці згадують слов'янські племена білих хорватів, бужан, волинян, деревлян, дулібів, полян, сіверян, тиверців, уличів. У Північному Причорномор'ї співіснують різні кочові племена, зокрема булгари, хозари, алани, авари, тюрки, угри, кримські готи. Херсонес Таврійський належить Візантії. В Києві правили Аскольд і Дір.

## Події
- 860. Похід русів на чолі з Аскольдом та Діром на Константинополь.
- Просвітницька місія братів Кирила (Костянтина, 826/827-869) і Мефодія (близько 815—885) у Великій Моравії й Паннонії[1]. Кирило і Мефодій переклали Біблію і запровадили літургію слов'янською мовою.
- У 864-865 роках Перше Болгарське царство, яке очоловав князь Борис I Михайло, прийняло християнство.
- В Аббасидському халіфаті впродовж десятиліття тривала так звана анархія у Самаррі — період, коли халіфів призначали й скидала тюркська гвардія гулями. Влада халіфів над частинами халіфату почала слабнути. 864 року Гасан ібн Зейд заснував зейдитський емірат в Табаристані. 868 року мамелюк Ахмед ібн Тулун захопив владу в Єгипті й почав правити практично незалежно від халіфа. Якуб ас-Саффар захопив Афганістан. Спалахнуло повстання зинджів в Іраку.
- У Візантії Василь Македонянин спочатку став фаворитом василевса Михаїла III, потім ліквідував вплив Варди, а 867 року вбив василевса й захопив трон. Візантії довелося вести війни із павликіанами, що нападали на імперію з території Халіфату.
- Виникла нова схизма між східною та західною християнськими церквами. Ще 858 року візантійський василевс Михаїл III змістив з катедри константинопольського патріарха Ігнатія і посадив на неї покірного Фотія. Ігнатій звернувся до Папи Римського. Папа Миколай I розсудив на користь Ігнатія, виступив проти втручання світської влади в церковні справи й 863 року відлучив Фотія від церкви. У відповідь Фотій підняв питання про використання filioque в католицькій літургії та втручання Римської церкви в церковні справи в Болгарії і 867 року відлучив від церкви Папу Римського Миколая I. Коли до влади в Константинополі прийшов Василь I Македонянин, він взяв курс на відновлення добрих стосунків з Римом, був проведений Четвертий Константинопольський собор, на якому Фотія позбавили катедри й повернули на неї Ігнатія. Католики вважають цей собор вселенським, православні не визнають його таким.
- Померли франкські королі Провансу й Лотарингії. Їхні землі розділили між собою Карл Лисий та Людовик II Німецький. Людовик II Німецький змушений був розділити свої володіння між синами.
- Вікінги й далі вчиняли грабіжницькі напади на землі франків. У Британії висадилася Велика армія данів. Вони підкорили собі Нортумбрію, Мерсію й Східну Англію. Вессекс і далі чинив їм опір.